# Nieszawa Waganiec
Nieszawa Waganiec – stacja kolejowa w Wagańcu, w województwie kujawsko-pomorskim, w Polsce. Według klasyfikacji PKP ma kategorię dworca lokalnego.

## Ruch pasażerski
| Rok  | Wymiana pasażerska na dobę |
| ---- | -------------------------- |
| 2017 | 300-499                    |
| 2022 | 300-499                    |

4 września 1939 Luftwaffe zbombardowało i ostrzelało sześć zgromadzonych na stacji transportów ewakuacyjnych oczekujących na naprawę uszkodzonego toru. Ofiary nalotu pochowano na cmentarzu w Zbrachlinie. Wydarzenie to upamiętnia znajdujący się na stacji obelisk oraz dwa działa.
30 grudnia 1998 budynek stacyjny powstały w latach 1880–1890 został wpisany do rejestru zabytków pod numerem A/640.